# Plebejus eumedon
Plebejus eumedon là một loài bướm ngày thuộc họ Lycaenidae. Nó được tìm thấy ở Cổ bắc giới.
Sải cánh dài 26–30 mm. Chúng bay từ tháng 5 đến tháng 8 tùy theo địa điểm.
Ấu trùng ăn các loài Geranium.

## Hình ảnh

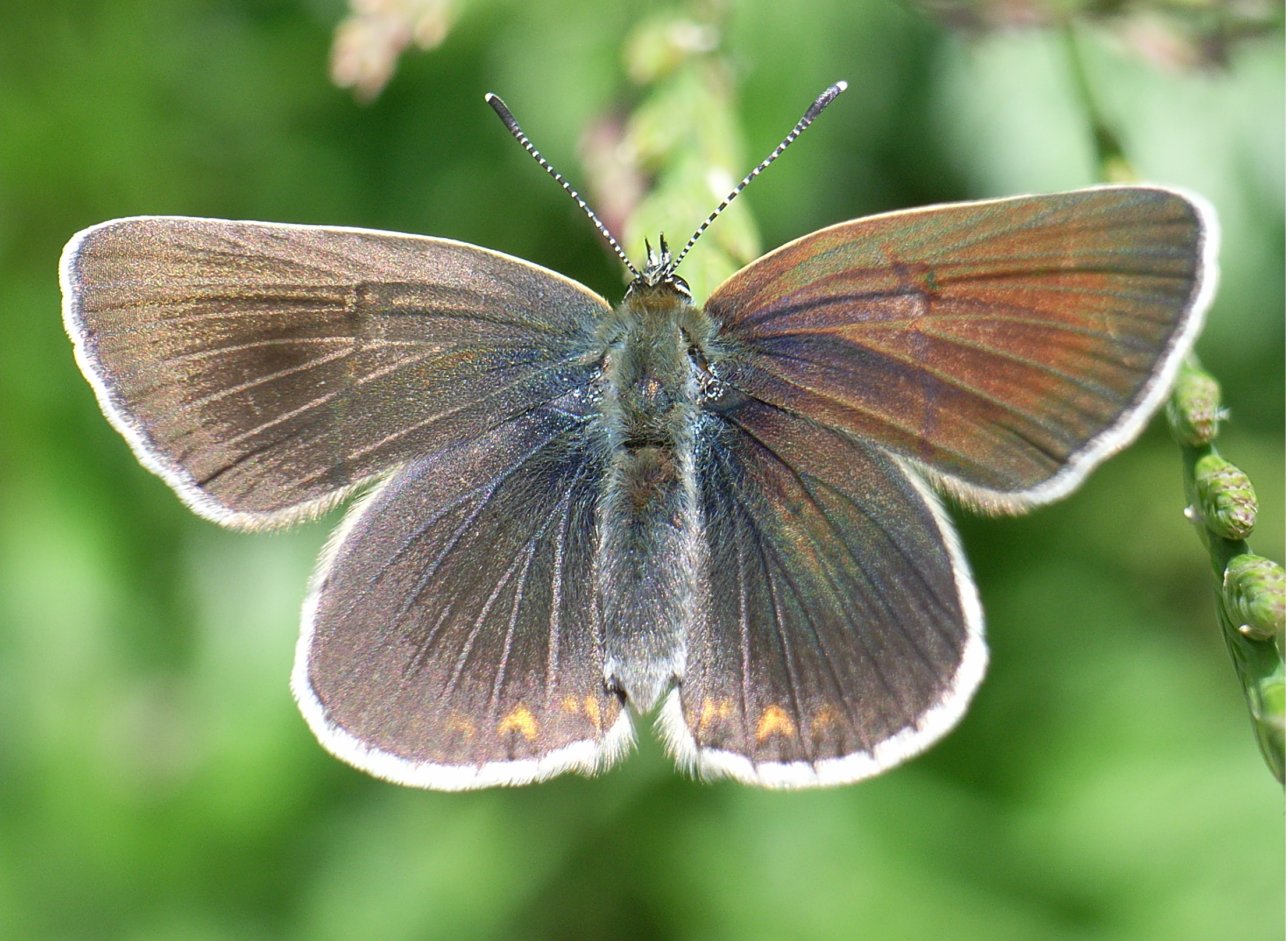
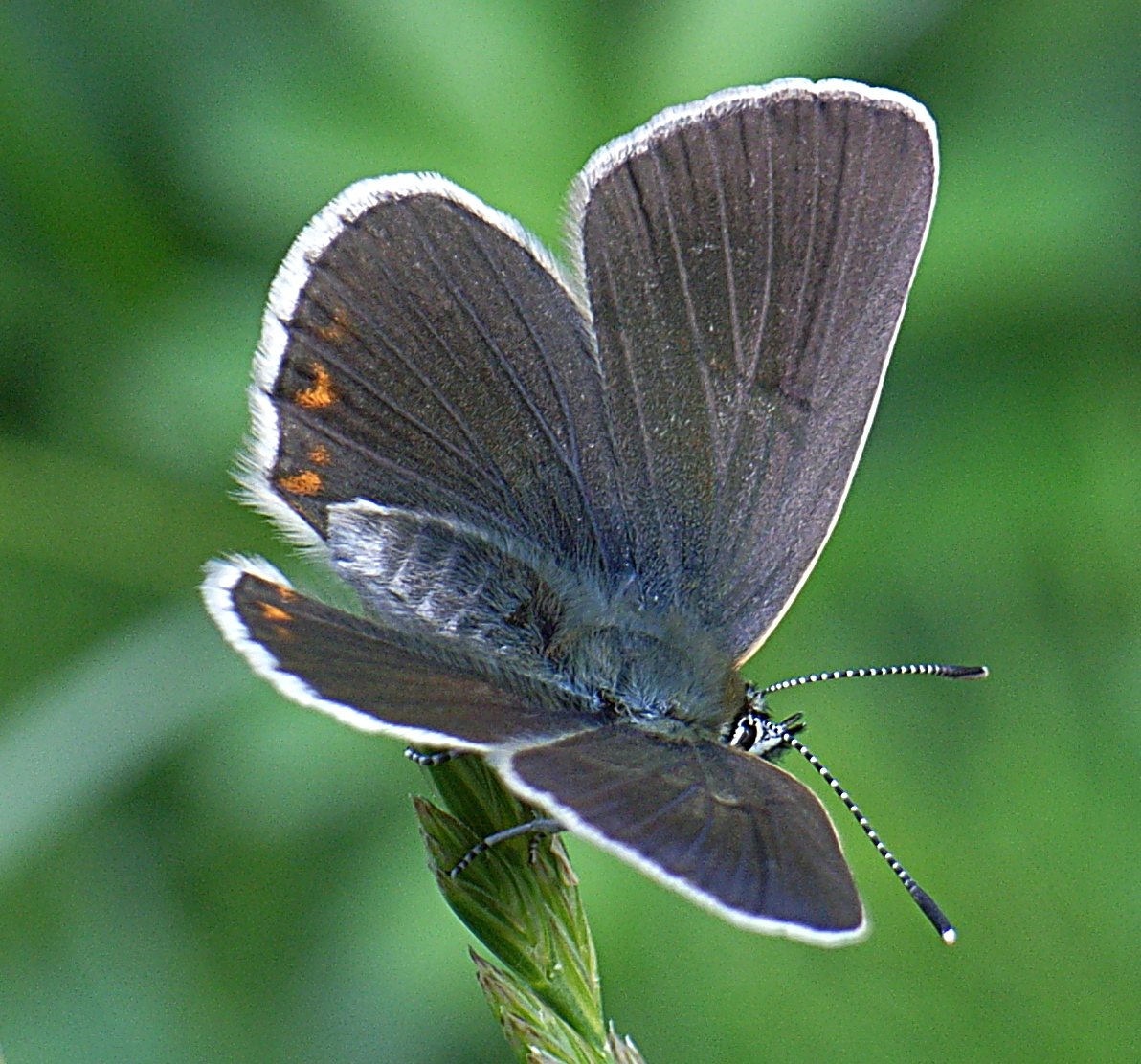
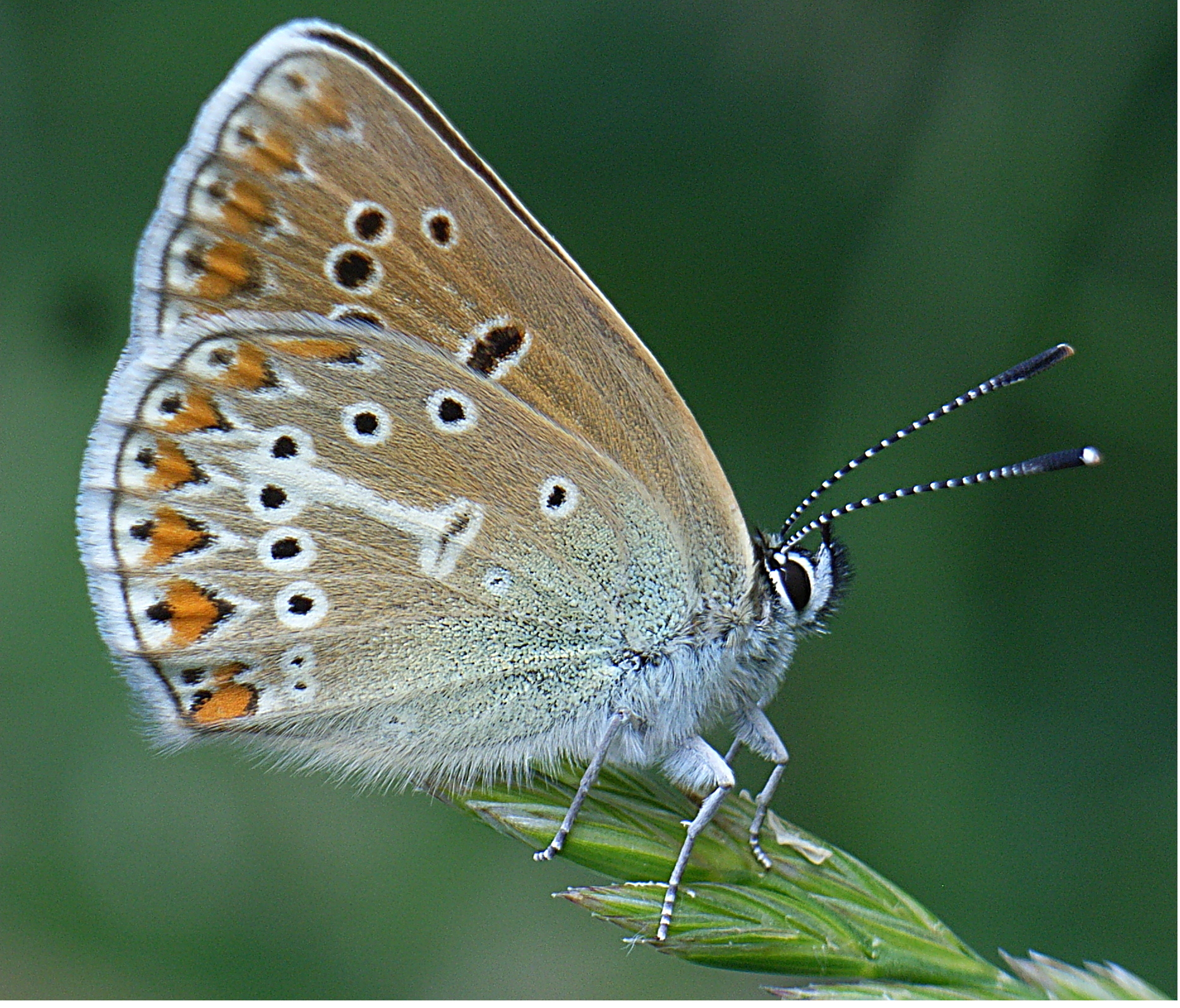